# كلية بيهار البيطرية
كلية بيهار البيطرية (بالإنجليزية: Bihar Veterinary College)   تأسست في عام 1927، هي واحدة من أقدم الكليات البيطرية في الهند تقع في باتنا، بيهار. وهي تابعة لجامعة بيهار الزراعية ،  وتقدم دورات البكالوريوس والدراسات العليا في العلوم البيطرية .

## التاريخ
تأسست كلية بيهار البيطرية على يد السير هنري ويلر حاكم بيهار وأوريسا آنذاك باسم كلية بيهار وأوريسا البيطرية في عام 1927. وهي خامس أقدم كلية بيطرية في الهند غير المقسمة. بدأت الكلية العمل من 7 أبريل 1927 وأصبحت تعمل بكامل طاقتها في عام 1930.
كان ر. ت. دافيس مدير خدمات البيطرة في بيهار وأوريسا المدير الأول للكلية وكانت الكلية معروفة بأبحاثها في مختلف فروع الطب البيطري مثل: التربية والتغذية والإدارة والسيطرة على أمراض الماشية والدواجن.
من عام 1930 إلى عام 1949، منحت الكلية دبلوم 3 سنوات كخريج من كلية بيهار البيطرية (GBVC). في عام 1949 بدأت الكلية دورات دراسية لمدة أربع سنوات مع درجات البكالوريوس في العلوم البيطرية وتربية الحيوانات (BVSc. & AH). تم تقديم دورة دبلوم درجة التحول للطوارئ في عام 1954-1955. بدأت الكلية برامج الدراسات العليا في العلوم البيطرية وتربية الحيوانات من عام 1960.
بمرور الوقت، كانت الكلية تابعة لجامعات مختلفة لمنح درجات. كانت تابعة لجامعة بيهار وجامعة ماغاد قبل أن تصبح تابعة لجامعة راجندرا الزراعية ، بوسا في عام 1971 بموجب أحكام قانون جامعة بيهار الزراعي (1971). منذ عام 2010 ، تتبع الكلية جامعة بيهار الزراعية .

## الأقسام
تضم الكلية 17 قسمًا اعتبارًا من عام 2018.
- تربية ووراثة الحيوان
- تغذية الحيوان
- أمراض التوليد
- إنتاج وإدارة الثروة الحيوانية
- تكنولوجيا منتجات الثروة الحيوانية
- الإرشاد البيطري والحيواني
- التشريح والأنسجة البيطرية
- الكيمياء الحيوية البيطرية
- الطب السريري والأخلاق والقانون
- الوبائيات البيطرية والطب الوقائي
- علم الأحياء الدقيقة البيطرية
- علم الطفيليات البيطرية
- علم الأمراض البيطرية
- علم الأدوية والسموم البيطرية
- علم وظائف الأعضاء البيطرية
- الصحة العامة البيطرية
- الجراحة البيطرية والأشعة

## موقعك
تقع الكلية على طريق مطار باتنا - أشيانا مور ومطار جاي براكاش نارايان الدولي في الطرف الشرقي من حرم الكلية بينما يقع حرم الشرطة العسكرية في ولاية بيهار في الطرف الغربي من الحرم الجامعي.